# Vision de Louis d'Auxerre
 (décembre 2019).
Ludovici de Francia, ou Louis d'Auxerre en 1358, est un homme français militaire et voyageur qui s'aventure dans le purgatoire de Saint-Patrice afin de purger ses péchés, entre autres, sa participation aux nombreux massacres dans lesquels le sang chrétien fut coulé. De ce voyage est né alors le témoignage narré par un soldat anonyme qui parcourut l'un des plus fameux purgatoires de l'Europe médiévale.
Le monachisme a été introduit assez tôt en Irlande, c'est-à-dire pas longtemps après sa conversion en l'an 650. Stricte et rigide, c'était une discipline qui demandait de ses pratiquants des pensées entièrement pieuses ainsi que des comportements pieux, dont un examen de soi et de l'esprit semblable à ce que l'on voit dans certaines visions, comme celle de Fursey (651-652), par exemple. Les monastiques irlandais poursuivaient en outre un ascétisme sévère. Ils vivaient selon des modes de vie très dures et quittaient souvent la sécurité de l'Irlande par le désir d’errer et de se fier à dieu dans les pays étrangers afin de promouvoir les conditions favorables à l'ascèse.

## Le Purgatoire de Saint-Patrice

### Le mythe du Purgatoire de Saint-Patrice
Plusieurs versions du purgatoire, ainsi que des voyages menant à celui-ci, existent dans les ouvrages historiques et littéraires du christianisme populaire au Moyen Âge. La genèse du purgatoire de Saint-Patrice remonte au Ve siècle, en Irlande, lorsque Dieu ouvrit les portes aux Enfers dans une cave afin de montrer à tous et à toutes que celui-ci était bien réel pour ceux et celles qui n’adhéraient pas au christianisme. Cet incident se produit devant les yeux du moine irlandais Patrice, qui à l'époque, tentait de convertir des personnes qui n’étaient pas certaines de leurs convictions religieuses.

### Versions du Purgatoire de Saint-Patrice
Les détails des coordonnées précises de l’emplacement inédit ne sont souvent que très brièvement relatées. Selon l'historien Philippe de Félice, « Il existe au nord-ouest de l'Irlande, dans la partie méridionale du comté de Donegal, un lac sauvage appelé le Lough Derg ou Lac Rouge. Il est semé de petits îlots. L'un d'eux renfermait autrefois une grotte célèbre, qu’on disait être l’entrée de l’Autre monde. » Ainsi, on peut qualifier cette description de fort probable, puisque dans la vision du comte d’Auxerre, l’homme écrit « être amené dans une île au milieu d’un lac situé à 4 kilomètres du monastère de Saint-Patrice. »Cependant il y existe plusieurs versions de cet endroit et Félice ne traite que des récits de Jocelin, Giraud de Cambrie, Henry de Saltrey ainsi que du chevalier Owein. Tandis que le premier parle plutôt du sommet d’une montagne, le deuxième localise également le purgatoire sur « un lac où une île est divisée en deux parties, [l’une où se trouve une église délicieuse visitée par des anges et des saints et l’autre où se situe sur des rochers le domaine des démons exclus]. »

#### Particularités de la vision de Ludovici de Francia
Malgré les similarités ou les différences se retrouvant parmi ces versions, celle de Ludovici de Francia semble se démarquer par la présence d’une indulgence miséricordieuse et divine auprès d’un roi qui subit autant de souffrances infligées que de répit momentané et la présence de femmes tentatrices.  De cette manière, L. L. Hammerich, dans Le Pèlerinage de Louis d’Auxerre au Purgatoire de Saint Patrice, indique « [Louis d’Auxerre] nous a laissé, écrite par la main d’un franciscain italien, un [récit inspiré par celui d’Owein auquel il rajoute celui des tentations] par de très jolies femmes ». D'ailleurs, cette addition va plus tard devenir une tradition narrative dans la littérature visionnaire et les reportages des pèlerins selon Giovanni Paolo Maggioni de l'Université de Molise qui décrit alors ces passages comme démonstrateurs d'une ruse pratiquée par les démons qui tentent de séduire les pèlerins, tels que Ludovico d'Auxerre (1358), tandis qu'ils sont déguisés en jeunes femmes.

## Résumé de la vision

### Mise en contexte
Cette première partie du récit vise à imposer des caractéristiques spatio-temporelles. Louis d’Auxerre introduit alors l'emplacement du purgatoire, c’est-à-dire localisé à 4 kilomètres du monastère de Saint-Patrice, plus précisément sur une île. Il partage également sa date d'entrée au purgatoire, soit le 17 septembre 1358. Il se présente également tel un militaire et voyageur, ayant parcouru « la France, l'Allemagne et l'Italie. » Puis, il explique les raisons pour lesquelles il décide de purifier son âme et de purger pour ses péchés, dont sa participation aux horreurs sanguinolentes de la guerre. Il indique également comment il a commencé sa journée vers le christ, en se rendant de prime abord à Avignon où il est le sujet d’un procès auprès du pape Innocent le VIe qui saura décider du chemin rigoureux et religieux du comte. À la suite de la bénédiction de celui-ci, Louis d’Auxerre se rend alors au monastère de Saint-Patrice où il rencontre par la suite une abbaye et un moine qui s’opposent à lui mais finissent par le laisser entreprendre sa démarche par la grâce du saint (le pape Innocent le VIe), sa foi et ses fortes convictions. Afin d’accéder au Purgatoire de Saint-Patrice, il doit aussi se plier aux rites et passages indiqués par les moines du monastère, donc jeûner pendant quinze jours consécutifs, dormir au sol, réaliser des confessions quotidiennes et adhérer au Saint-Sacrement de l’Eucharistie. Puis, les moines l’amènent enfin sur l’île où rites et processions nocturnes accompagnent la bénédiction qui saura guider le soldat d’Auxerre aux portes du Purgatoire qui lui sont ouvertes par les moines.

### L'entrée et l'avertissement
À l’orée du Purgatoire, la première chose qu'il voit est une voûte, qu'il décrit avec précision, étant alors de « sept pieds en longueur, deux pieds 4 pieds en largeur » et à « trois coins ». Dans l'ouverture de celle-ci se tient une ombre qui l'agrippe et le guide vers un trône situé sur une estrade qui à son tour est au milieu d’une cour. La silhouette obscure lui indique de s'asseoir sur celui-ci et le comte fait alors la connaissance de 13 moines habillés de blanc dont le plus vénérable d'entre eux lui adresse la parole. Malgré la beauté qui semble l'entourer, « nous étions entourés de tous bords par la splendeur […] », l'homme lui lègue un avertissement et une bénédiction qui va le guider dans sa mésaventure. Au-delà de la beauté habitent démons et monstres les plus horribles qui auront grand plaisir à le torturer vivant et qui se cachent derrière le désir qu’il éprouvera à la rencontre de belles dames. Heureusement, le moine lui fait part de l’assistance de dieu qui restera à ses côtés et le guidera par des gestes et des paroles précises, dont : « The world was made flesh and it dwelt in us. May God and the Holy Trinity be with me always. » (tiré de la traduction de Darius Matthias Klein.).
Ainsi, Louis d’Auxerre pourra compter sur ces paroles ainsi que le signe de la sainte croix à trois répétitions lorsqu'il sera en situation de danger, de tentation et de peur.

### Les sept tentations et punitions
À plusieurs reprises, Louis va rencontrer des femmes qui lui seront alors tentation lorsqu'elles lui proposeront de l’accompagner ou de sinon, être abandonné aux punitions exercées par les démons du Purgatoire.
La première fois, la punition est la torture sans scrupule de démons et de monstres pour les individus accusés de meurtre qui crient incessamment la douleur qui les traverse. Grâce à la prière et le signe de la sainte croix, le soldat parvient à se libérer de cette scène.
Ensuite, il se retrouve devant un groupe de femmes encore plus belles, d'où une tentation plus grande et donc plus difficile. S’il décide de ne pas les suivre, celles-ci l’assurent qu'il sera attaché et enfermé dans la Terre par des clous de grande longueur qui est pénitence des accusés de faux témoignages ou de blasphèmes envers dieu et les saints.
Louis échappe une fois de plus, mais arrive alors à la rencontre d’une vieille femme et de deux belles filles qui lui sont proposées comme objets de désir sexuel. Encore une fois, s'il ne se laisse pas tenter par leur physique ahurissant, il sera cloué au sol par des dagues ou des pointes [spikes] de la même longueur que ceux du supplice antécédent, mais cette fois-ci il s’agit de tortures infligées aux accusés d’adultère qui vivent selon les plaisirs qui les mènent et qui « déflorent » les femmes vierges.
Lorsqu'il réussit par la grâce de dieu à se délivrer du mal, le comte d’Auxerre rencontre à nouveau de belles femmes et des groupes d’individus torturés. Le quatrième Groupe est alors jeté dans un chaudron d’eau bouillante et puis cuit par-dessus un feu sur un plateau de fer, il est constitué de pratiquants de paganisme et d'hérétiques, ainsi que les avares. Un moine va d’ailleurs plus tard lui raconter que les avares de richesses matérielles, dont l'argent et l'or, reçoivent bel et bien ce qu’ils désirent, mais sous la forme de liquide brulant déversé dans leur gorge.
Le cinquième groupe est pour sa part, accroché à une roue dont la hauteur atteint le paradis et le bas atteint les abîmes. Accusés de tyrannie, de règnes injustes et même pour quelques-uns d’être des clergés corrompus, ils sont ainsi préparés pour le repas de Lucifer qui les dévore et les régurgite. À ce moment, Louis devait choisir entre ce supplice et une belle femme qui lui promettait de l’or et volupté. Il obtempéra aux paroles du moine qui l’avait averti et se retrouva pour une cinquième fois sauvé.
Le sixième groupe est composé des individus qui en voulaient aux tyrans et mauvais rois dévorés par Lucifer, mais ceux-ci brulaient dans le four le plus profond du purgatoire.
Le septième et dernier groupe d'inculpés s'agissait de tous ceux qui avaient été mentionnés dans chaque torture mais qui coulait dans les profondeurs d’une rivière sur laquelle Louis devait absolument passer s’il voulait échapper à la tentation d’une énième dame suppliante.
Arrivé sur le pont qui passait par-dessus la rivière, il fit alors la rencontre d’un terrible chevalier sur un cheval dont l’allure était tout aussi horrible. Le soldat avait alors deux choix, sauter dans l’eau et se noyer ou affronter le chevalier. Il ressent beaucoup plus de peur que toutes les autres fois et saute malgré lui dans l'eau. Il se rappelle alors les paroles du moine, ainsi que la force de dieu et récite sa prière trois fois tout en faisant le signe de la sainte croix. À son grand soulagement, il se retrouve encore sauvé.

### Le roi qui purge
Cette partie du récit de la vision de Louis de France est particulièrement différente des autres versions. Dans un contexte où le monachisme est absolument impassible, il est curieux d'observer une faille dans la raideur de dieu qui s’avère être capable de faire des compromis. Puisqu'à la fin de sa traversée des sept purgations, Louis d'Auxerre va arriver, guidé par des moines, dans un royaume où un roi reçoit des offrandes de pèlerins, qui malgré les heures de souffrances auxquelles est destiné l'inculpé pour son désir de luxure, lui sont menés par les prières en son nom qui résonnent encore sur la Terre. Plus loin se retrouve la femme du roi, dont la tête est lentement dévorée par des corbeaux, tandis qu’elle hurle d’une façon horrible selon le témoignage du militaire qui apprend qu'elle fut accusée d’adultère. Néanmoins, sa punition n’est pas aussi grave que celles de ceux qui affrontent l’un des sept supplices. Tout comme le roi, elle ne souffre que quelques heures par jour et que quelques heures par nuit. Cela s’explique, selon le moine, par l’amour bien intentionné de son époux, soit le roi, qui lui est encore sous l’emprise de la bonne foi de dieu et donc, elle aussi.

### Résolution
Après les supplices des sept groupes accusés de meurtre, blasphèmes, d'adultère, paganisme, tyrannie, envie et écartés de la miséricorde de dieu ainsi que les punitions « de faible calibre » du roi et de sa reine, Louis de France arrive enfin dans ce qui semble être le paradis, où comme Félice a peut-être décrit comme la seconde partie de l’île où se retrouve une merveilleuse église visitée par des anges et des saints. Les moines le mènent par un fil à travers des royaumes et des richesses qui semblent aveugler Louis par leur beauté exceptionnelle. Il arrive également à voir un château au loin qui se diffère par les royaumes argentés car il est peint de doré. Il aperçoit alors trois têtes et reconnait dieu. D’Auxerre devait alors être béni afin d’obtenir le privilège d’observer tout ce qui était de cette beauté divine. Lorsqu’il réclame rester parmi eux, il est alors jugé « d’intrus » par les moines, mais que s’il veut ravoir l’accès à ce royaume, il doit accepter les pénitences qui l’attendent à l’extérieur du Purgatoire.
Ainsi, il est mené jusqu'à la sortie, où il rencontre les moines du monastère de Saint-Patrice et auxquels il jure raconter la vérité par son témoignage de la gloire divine du seigneur.